# اللواء 112 مشاة (اليمن)
اللواء 112 مشاة هو لواء مشاة يمني يتبع القوات البرية اليمنية و يتمركز في مديرية صرواح، بمحافظة مأرب، ويتبع عمليات المنطقة العسكرية الثالثة.

## التاريخ
- 2015 أعلن اللواء 112 مشاة تائيده للرئيس اليمني عبدربه منصور هادي وشارك في معارك محافظة مأرب ضد مقاتلي جماعة الحوثي.[2][4][5]